# 飯塚一郎 (経済学者)
飯塚 一郎（いいづか いちろう、1923年〈大正12年〉- 1986年〈昭和61年〉5月29日）は、日本の経済学者（専攻は経済史・経済思想史・経済学史）。学位は、経済学博士。

## 略歴
静岡県静岡市生まれ。静岡県立静岡中学校を経て、1946年、同志社大学経済学部卒。山梨大学教授を務めた。1971年、「貨幣学説前史の研究」で関西学院大学経済学博士の学位を取得。

## 業績
もともとイギリス重商主義についての研究を進めていたが、その後、これに先行するスペインの植民地政策や経済思想にも関心を拡げていくことになった。特に伊藤不二男と並んで、日本におけるサラマンカ学派研究に先鞭をつけたことで知られる。

## 著作
単著
- 『貨幣学説前史の研究』 未来社、1969年
- 『外国為替 - 国際通貨の経済史 -』 中公新書、1972年
- 『大航海時代へのイベリア：スペイン植民地主義の形成』 中公新書、1981年

共著
- 小林昇（編） 『経済学の黎明』〈講座経済学史Ⅰ〉 同文舘出版、1977年

第1部第1章「スペインの初期経済学」を執筆。
翻訳
- 『ラスキン モリス』〈世界の名著41〉［五島茂：編訳］ 中央公論社、1971年

ラスキン「この最後の者にも」、モリス「ユートピアだより」（五島との共訳）を担当。
- K・マーティンほか 『イギリス社会思想家伝』［堀経夫・大前朔郎：監訳］ ミネルヴァ書房、1978年

「ジョン・ラスキン」「ウィリアム・モリス」を担当。

## 注
1. ↑  以下、経歴は『大航海時代へのイベリア』の記載の著者略歴、および『モリス ユートピアだより』（中公クラシックス、2004年）記載の訳者略歴による。
2. ↑  『静中・静高同窓会会員名簿』平成15年度（125周年）版 72頁。
3. ↑  『大航海時代へのイベリア』「あとがき」。
4. ↑  松森奈津子『野蛮から秩序へ：インディアス問題とサラマンカ学派』 名古屋大学出版会、2009年、序章。